# New York City Marathon 1979
De New York City Marathon 1979 werd gelopen op zondag 21 oktober 1979. Het was de tiende editie van deze marathon, met dezelfde winnaars als het jaar ervoor.
De Amerikaan Bill Rodgers kwam bij de mannen voor de vierde maal op rij als eerste over de streep, ditmaal in 2:11.42. Bij de vrouwen was het de Noorse Grete Waitz, die haar overwinning van 1978 prolongeerde; zij won in 2:27.32,6. Met deze tijd verbeterde ze, net als het jaar ervoor, niet alleen het parcoursrecord, maar ook het wereldrecord op de marathon.
In totaal finishten 10.477 marathonlopers de wedstrijd, waarvan 9.274 mannen en 1203 vrouwen. Bij deze wedstrijd finishte ook Scott Black, een negenjarige jongen. Hij is de jongste loper die de marathon ooit uitliep. Hij finishte met een tijd van 4 uur en 24 minuten. Het jaar erop besloot de organisatie om een minimumleeftijd in te voeren van achttien jaar.

## Uitslagen

### Mannen
| rang   | naam           | land | tijd      |
| ------ | -------------- | ---- | --------- |
| Goud   | Bill Rodgers   | USA  | 2:11.42   |
| Zilver | Kirk Pfeffer   | USA  | 2:13.08,4 |
| Brons  | Stephen Kenyon | ENG  | 2:13.29,1 |
| 4      | Ian Thompson   | ENG  | 2:13.42,2 |
| 5      | Benji Durden   | USA  | 2:13.49   |
| 6      | Jukka Toivola  | FIN  | 2:13.59   |
| 7      | Frank Shorter  | USA  | 2:16.14,8 |
| 8      | Ron Tabb       | USA  | 2:16.28   |
| 9      | Jon Anderson   | USA  | 2:16.38   |
| 10     | Oyvind Dahl    | NOR  | 2:16.41   |
| 11     | Gerard Nijboer | NED  | 2:16.56,6 |

### Vrouwen
| rang   | naam                | land | tijd      |
| ------ | ------------------- | ---- | --------- |
| Goud   | Grete Waitz         | NOR  | 2:27.32,6 |
| Zilver | Gillian Horovitz    | ENG  | 2:38.32,2 |
| Brons  | Jacqueline Gareau   | CAN  | 2:39.05,7 |
| 4      | Patti Catalano      | USA  | 2:40.18,1 |
| 5      | Carol Gould         | ENG  | 2:42.19   |
| 6      | Vreni Forster       | SUI  | 2:43.13,5 |
| 7      | Sue Petersen        | USA  | 2:47.37   |
| 8      | Sissel Grottenberg  | NOR  | 2:47.48   |
| 9      | Doreen Ennis        | USA  | 2:48.11   |
| 10     | Vivian Soderholm    | USA  | 2:49.05   |
| 11     | Laurie Binder       | USA  | 2:50.23   |
| 12     | Glynis Penny        | ENG  | 2:50.48   |
| 13     | Carol Young         | USA  | 2:51.51   |
| 14     | Sinikka Torpainen   | FIN  | 2:54.32   |
| 15     | Judy Leydig         | USA  | 2:54.35   |
| 16     | Maria Pia d'Orlando | ITA  | 2:54.58   |
| 17     | Magda Ilands        | BEL  | 2:55.26   |

1970 ·
1971 ·
1972 ·
1973 ·
1974 ·
1975 ·
1976 ·
1977 ·
1978 ·
1979 ·
1980 ·
1981 ·
1982 ·
1983 ·
1984 ·
1985 ·
1986 ·
1987 ·
1988 ·
1989 ·
1990 ·
1991 ·
1992 ·
1993 ·
1994 ·
1995 ·
1996 ·
1997 ·
1998 ·
1999 ·
2000 ·
2001 ·
2002 ·
2003 ·
2004 ·
2005 ·
2006 ·
2007 ·
2008 ·
2009 ·
2010 ·
2011 ·
2012 · 
2013 ·
2014 ·
2015 ·
2016 ·
2017 ·
2018 ·
2019 ·
2020 · 
2021 ·
2022 ·
2023 ·
2024